# Randvlekuil
De randvlekuil (Charanyca ferruginea) is een vlinder uit de familie uilen (Noctuidae). De wetenschappelijke naam is voor het eerst geldig gepubliceerd in 1785 door Esper.

## Kenmerken
De vlinder heeft een voorvleugellengte van 14 tot 16 millimeter. Deze uil is ondanks de vaalbruine kleur en de vaak onduidelijke tekening meestal niet moeilijk te herkennen. Het mannetje heeft sterk geveerde antennen en een tamelijk brede bruine of donkerbruine voorvleugel. De achterrand van de voorvleugel vormt zowel met de voorrand als met de binnenrand een bijna rechte hoek. Langs de voorrand bevinden zich vijf of zes witachtige vlekjes, waarvan de grootste twee zich meestal aan het uiteinde van de donkere centrale dwarslijnen bevinden. Vaak valt een donkere middenschaduw tussen de niervlekken op. Het vrouwtje is kleiner, heeft een smallere voorvleugel en de achterrand gaat veel geleidelijker over in de binnenrand. Bovendien heeft het vrouwtje ongeveerde antennen en een minder sterke tekening.

## Levenscyclus
De rups van de randvlekuil is te vinden van augustus tot mei. De rups foerageert 's nachts en verbergt zich overdag in de strooisellaag. De soort overwintert als vrijwel volgroeide rups. Als waardplanten worden allerlei kruidachtige planten gebruikt, waaronder walstro, weegbree, zuring, wikke, adderwortel en aardbei. De verpopping vindt plaats in een cocon in de grond. De volwassen vlinder vliegt van eind mei tot begin augustus in één generatie. De vlinders komen zowel op licht als op smeer en bezoeken bloemen.

## Verspreiding
De soort is in nagenoeg heel Europa verbreid, van de Middellandse Zee tot West-Noorwegen, Midden-Zweden, Midden-Finland en Karelië. In Azië tot de Kaukasus, Krasnojarsk en Sajan. In Nederland is de soort algemeen, vooral op de zandgronden in het binnenland en in de duinen. In België is de soort vrij algemeen.